# Gisors
Gisors je město v severozápadní části metropolitní oblasti Paříže ve Francii v departmentu Eure a regionu Normandie. Má 11 000 obyvatel. Od centra Paříže je vzdálené 62,9 km.
Ve městě se nachází hrad, který byl postaven v 11. století. Jeho vznik je spojený s legendou o pokladu Templářských rytířů.

## Vývoj počtu obyvatel
Počet obyvatel